# اسوالدو کاتونه
اسوالدو کاتونه (انگلیسی: Osvaldo Cattone; ۲۵ ژانویهٔ ۱۹۳۳ – ۸ فوریهٔ ۲۰۲۱) بازیگر و کارگردان نمایش اهل آرژانتین بود.